# Mal Donaghy
Malachy Martin Donaghy (Belfast, 13 settembre 1957) è un ex calciatore nordirlandese, di ruolo difensore.

## Palmarès

### Club

#### Competizioni nazionali
- George Wilson Cup: 1

Larne: 1976-1977
- Coppa di Lega inglese: 2

Luton Town: 1987-1988
Manchester United: 1991-1992
- Coppa d'Inghilterra: 1

Manchester United: 1989-1990
- Community Shield: 1

Manchester United: 1990

#### Competizioni internazionali
- Coppa delle Coppe: 1

Manchester United: 1990-1991
- Supercoppa UEFA: 1

Manchester United: 1991